# Kaarlo Juho Ståhlberg
Kaarlo Juho Ståhlberg (28. januar 1865 – 22. september 1952) var en finsk politiker og professor i jura. Han var Finlands første præsident i perioden fra 1919 til 1925. Han regnes som en af arkitekterne bag den finske forfatning.
Han giftede sig i 1893 med lærerinden Hedvig Irene Wåhlberg (1869-1917), og fik 6 børn med hende. Han giftede sig på ny i 1920 med forfatteren Ester Hällström (1870-1950).

## Liv og karriere
Ståhlberg var statstjenestemand og jurist. Han tilhørte Ungfinska partiet og udsås i november 1905 til chef for Handels- og industriekspeditionen i den mechelinska rigsdag, men afgik to år senere efter eget ønske. I årene 1908-1918 var han som professor i forvaltningsret i Helsinki. Han var den, som lå bag en stor del af arbejdet med regeringsreformen i 1919, hvorfor den undertiden er blevet kaldt Ståhlbergs regeringsreform.
Den 26. juli 1919 udnævntes Ståhlberg til Finlands første præsident. Hans politik gik ud på at styrke Finlands stilling som selvstændigt land og forsone de stridende parter fra borgerkrigen. Han tøvede ikke med at anvende præsidentens benådningsret og han indledte sociale reformer. Da han havde styret Finland i seks fremgangsrige år, undlod han at stille op som kandidat i 1925, for at være et forbillede for fremtiden.[kilde mangler] Ståhlberg stillede dog op i præsidentvalgene 1931 og 1937 men besejredes begge gange yderst knapt. Hadet mod Ståhlberg fra visse grupper gjorde, at han blev udsat for en såkaldt ”skjutsning” af Lappobevægelsen den 14. oktober 1930 da han og hans hustru blev kidnappet fra hjemmet på Brändö og kørt i bil til Joensuu.